# Медаль «За взятие Нарвы»

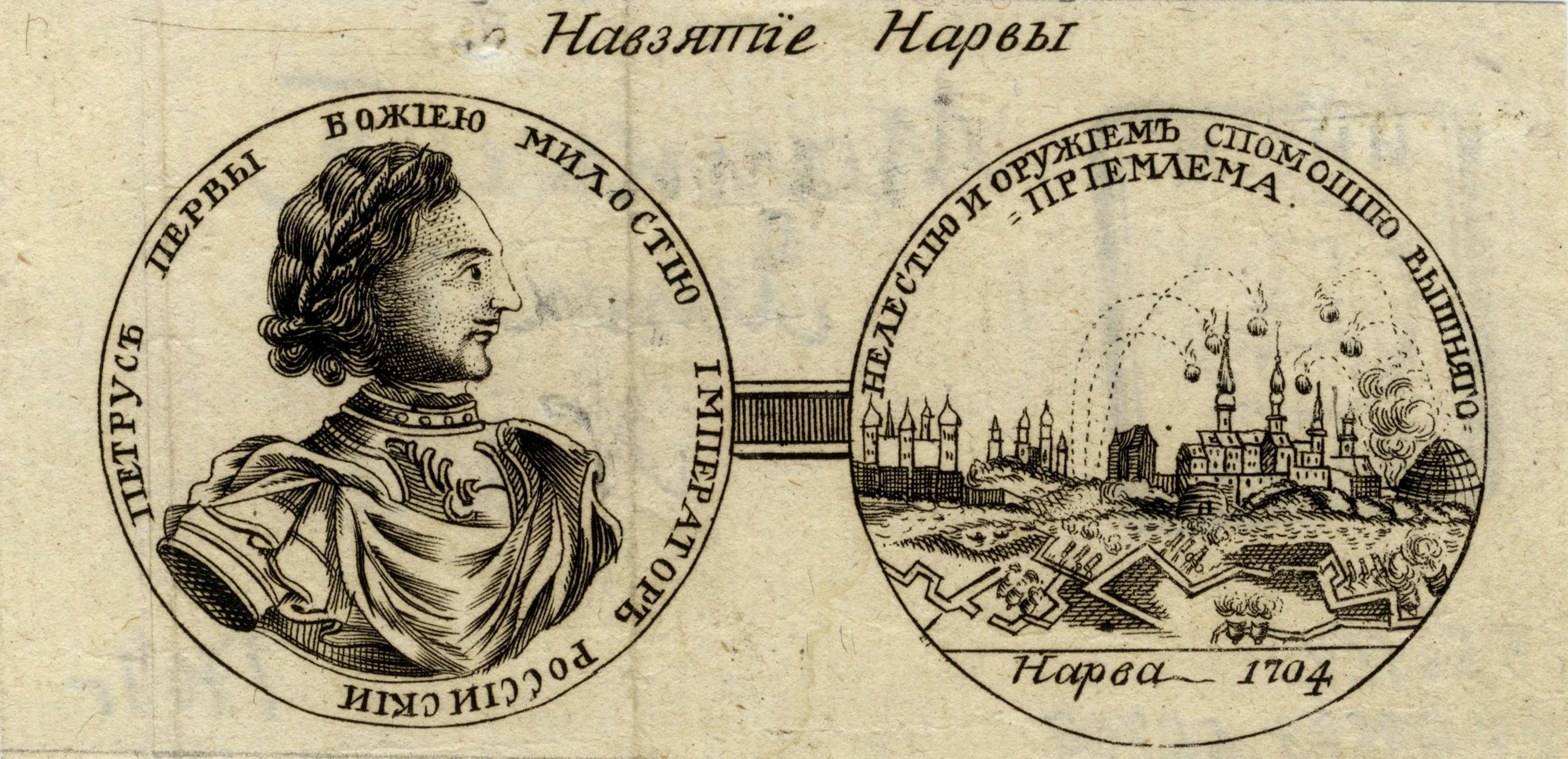
Гравюра медали на взятие Нарвы, XVIII век.

«За взятие Нарвы» — медаль, выпущенная в 1704 году в честь взятия шведской крепости Нарва в войне со Швецией. Медаль была отчеканена из серебра диаметром около 46 мм. На лицевой стороне медали изображен портрет Петра I и надпись: «ВСЕА РОССИИ ПОВЕЛИТЕЛЬ ЦРЬ ПЕТРЪ АЛЕКИЕВИЧЪ». На обратной стороне изображена Нарва и надпись: «НЕ ЛЕСТИЮ, НО ОРУЖИЕМЪ С ПАМОЩИЮ ВЫШАЕГО ПРИЕМЛЕТСЯ», «НАРВА.1704». На реверсе слева был изображён Иван-город.
Есть сведения, что имелись и золотые медали с данным изображением, но ни одного экземпляра их пока не найдено. В записках А. С. Пушкина указывается, что после взятия Нарвы в 1704 году медали были розданы чиновным людям, бывшим при её осаде.Оригинал (штемпель) был сделан в Германии немецким медальером Мюллером Ф. Г. в 1713-1714 годах (в заказе вместе с другими медалями по итогам Северной войны), медаль изготовлялась русскими мастерами Федором Алексеевым и Осипом Калашниковым. Кроме варианта на русском были выпущены варианты на латыни, а также с другим изображением крепости.